# オーク島の謎
オーク島の謎 (Oak Island mystery) は、カナダ沿岸のノバスコシア州の小島とそこで見つかった縦坑を巡る一連の謎。一般には埋蔵金伝説として流布している。

## 概要
オーク島はカナダ東岸、ノバスコシア州中南部の湾内に多数の小島の一つで、樫の木が群生する地形からその名で呼ばれている。
18世紀末に地元民の少年が島の西端付近で人工的に作られた縦穴らしき窪地を発見して以来、この穴の底に財宝が埋められているという噂が広まるようになった。
その後は多くの人間や団体が埋蔵金の発掘を試みたものの、掘る度に流れ込んでくる海水に阻まれて作業は難航し、いずれも資金の枯渇や死傷事故などを理由に断念している。
財宝の中身とその埋蔵者については諸説あり決着はついていない。当初はウィリアム・キッドなどの海賊が埋めたという説が流布していたものの、穴の機構の複雑さが明らかになるにつれて次第にスケールが拡大し、イギリス海軍の軍資金からフランス王家の秘宝、果てはテンプル騎士団やフリーメイソンによる聖遺物の隠し場所という説まで現れるに至った。しかし、財宝の存在自体を疑問視する声も根強く、縦坑についても石灰岩質の地盤が自然に侵蝕されてできた物で、人工的に掘られたように見えるのは偶然そのような地形になっただけという説が有力視されている。